# Scratch My Back (Peter Gabriel)
Scratch My Back è l'ottavo album registrato in studio, nonché quattordicesimo album in generale del musicista britannico Peter Gabriel uscito il 15 febbraio 2010.

## Il disco
L'album, registrato presso gli studi Air Lyndhurst e i Real World Studios durante il 2009, è composto da dodici cover di canzoni di diversi artisti, interpretate da Peter Gabriel accompagnato da un'orchestra, anziché dai soliti strumenti rock.
L'idea base del progetto Scratch My Back era uno scambio in cui ogni artista avrebbe realizzato una cover di una canzone di Gabriel, mentre lui avrebbe realizzato una cover delle loro. Il disco omaggio a Gabriel, dal titolo And I'll Scratch Yours, è uscito il 23 settembre 2013.

## Tracce
1. Heroes – 4:10 (David Bowie, Brian Eno)
2. The Boy in the Bubble – 4:28 (Paul Simon, Forere Motloheloa)
3. Mirrorball – 4:48 (Guy Garvey, Craig Potter, Mark Potter, Pete Turner, Richard Jupp)
4. Flume – 3:01 (Justin Vernon)
5. Listening Wind – 4:23 (David Byrne, Brian Eno)
6. The Power of the Heart – 5:52 (Lou Reed)
7. My Body Is a Cage – 6:13 (Win Butler, Régine Chassagne, Richard Reed Parry, Tim Kingsbury, Will Butler, Jeremy Gara, Sarah Neufeld)
8. The Book of Love – 3:53 (Stephin Merritt)
9. I Think It's Going to Rain Today – 2:34 (Randy Newman)
10. Après moi – 5:13 (Regina Spektor)
11. Philadelphia – 3:46 (Neil Young)
12. Street Spirit (Fade Out) – 5:06 (Ed O'Brien, Jonny Greenwood, Thom Yorke, Colin Greenwood, Phil Selway)

Durata totale: 53:27
Tracce Bonus
1. The Book of Love (Remix) – 3:40 (Stephin Merritt)
2. My Body Is a Cage (Oxford London Temple version) – 6:03
3. Waterloo Sunset (Oxford London Temple version) – 3:49 (Ray Davies)
4. Heroes (Wildebeest mix) – 4:06 (David Bowie, Brian Eno)

Durata totale: 17:38